# 2-naftilamină
2-naftilamina (sau β-naftilamina) este o amină aromatică derivată de la naftalină, cu formula chimică C10H7NH2. Este un compus solid, incolor, dar care devine roșiatic în contact cu aerul. A fost utilizat ca precursor pentru mulți coloranți, prin obținerea de acizi amino-naftalensulfonici. În prezent, nu mai este utilizat deoarece este un carcinogen. Se regăsește în fumul de țigară și se crede că poate contribui la dezvoltarea cancerului de vezică.